# En natt forbi (sång)
En natt forbi är en sång skriven av den norska vissångaren Jan Eggum. Låten är skriven under första hälften av 1970-talet då Eggum bodde i London där han livnärde sig som pubsångare. "En natt forbi" hade ursprunglig text på engelska och gick under namnet "Alone, Awake".
Wenche Myhre, som hade lyssnat på Eggums självbetitlade debutalbum från 1975, frågade honom om han kunde skriva några sånger till hennes kommande album. Jan Eggum skrev det mesta av materialet till albumet Wenche som utgavs 1976. En av låtarna var "Alone, Awake", nu med text på norska.
Jan Eggum spelade själv in låten, som var med på albumet En natt forbi från 1979. Låten, med den engelska originaltexten, spelades in av Tor Endresen 1999.